# جورجه پریشیچ
جورجه پریشیچ (انگلیسی: Đorđe Perišić؛ زادهٔ ۶ مه ۱۹۴۱) بازیکن واترپلو اهل یوگسلاوی بود.
وی در مسابقات کشوری و بین‌المللی در مجموع برندهٔ ۱ مدال طلا شده‌است.